# Општина Котешти (Вранча)
Котешти (рум. Coteşti) општина је у Румунији у округу Вранча.
Oпштина се налази на надморској висини од 177 m.